# Wirtshausmusikanten beim Hirzinger
Wirtshausmusikanten beim Hirzinger ist eine Sendereihe des Bayerischen Rundfunks, in der die Moderatoren traditionelle und modernere Volksmusik in der Tradition der bayerischen Wirtshausmusik präsentieren. Sie ging aus dem von Traudi Siferlinger gestalteten und von Gerd Rubenbauer moderierten Format Die Wirtshausmusikanten hervor, aufgezeichnet 2005 im Wirtshaus Pschorr am Viktualienmarkt in München. Veranstaltungsort ist seit 2006 das Gasthaus Hirzinger im oberbayerischen Söllhuben im Chiemgau. Die Sendungen wurden von Traudi Siferlinger zusammen mit einem Co-Moderator präsentiert. Bis 2017 hatte Wolfgang Binder die Co-Moderation inne. Im November 2017 übernahm diese Rolle der Musiker Dominik Glöbl. Glöbl schied Ende 2024 aus und übernahm die BR-Sendung Musik in den Bergen. Seitdem moderiert Siferlinger die Sendung allein.

## Format der Sendung

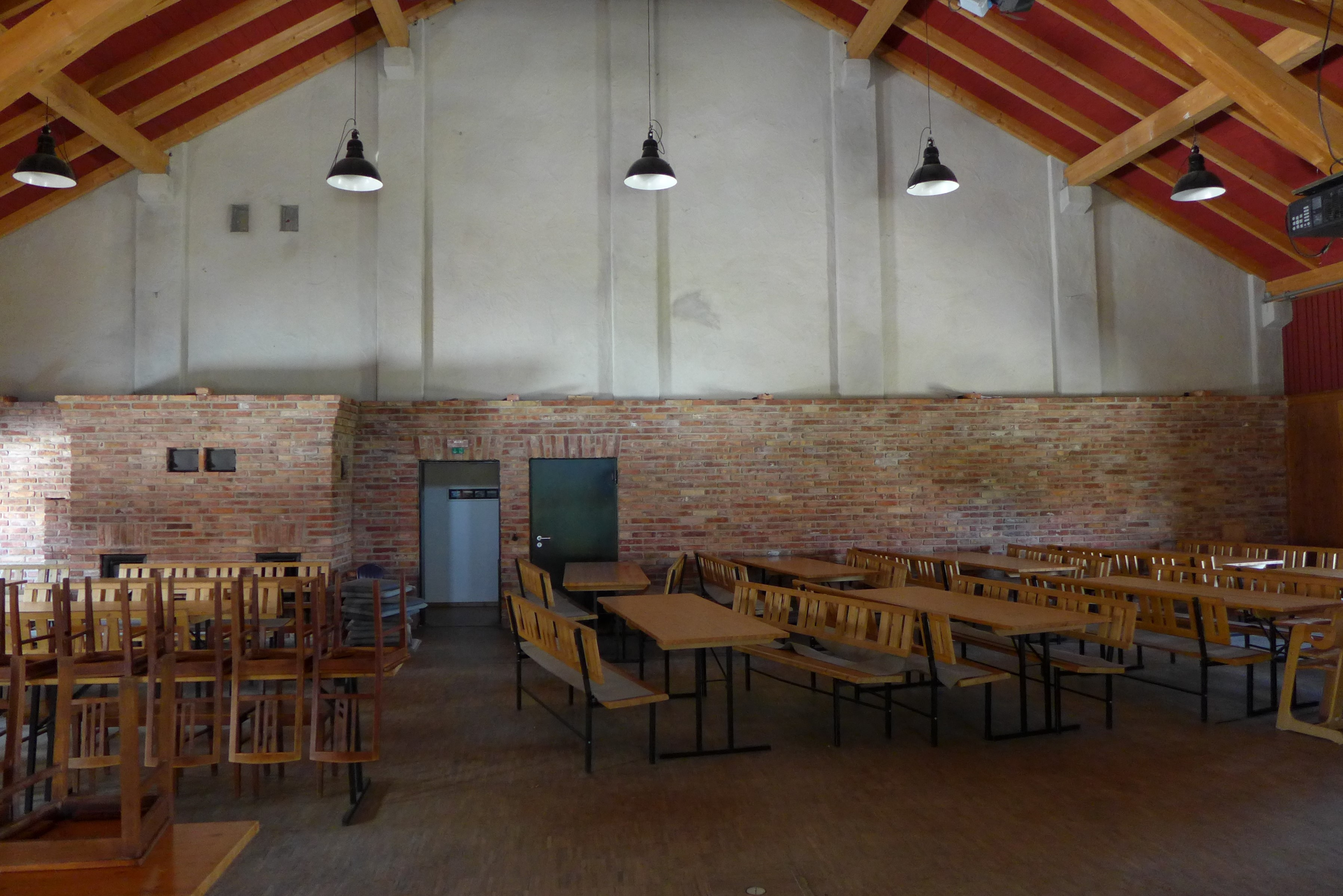
Söllhuben, Gasthof Hirzinger, Festsaal; für die Aufzeichnung der Sendung wird die Halle dekoriert

Zu jeder Folge sind mehrere Sänger und Musikanten aus dem süddeutschen Raum und Österreich eingeladen. Die Moderatoren mischen traditionelle Volksmusik mit jüngeren und moderneren Formaten, die jüngere Sänger und Musikanten ansprechen.
Einige Male im Jahr produziert das Bayerische Fernsehen neue Folgen der Sendung, die aufgezeichnet werden. Neue Sendungen werden in voller Länge (90 Minuten) an Sonntagabenden ausgestrahlt. Dazwischen zeigt das Bayerische Fernsehen hin und wieder im Nachmittagsprogramm 45-minütige Kurzversionen vergangener Folgen. Die Fernsehaufzeichnung Wirtshausmusikanten beim Hirzinger ist keine öffentliche Veranstaltung. Da die Anzahl der Plätze bei den Aufzeichnungen begrenzt ist, verlost das Bayerische Fernsehen seit dem Jahr 2016 die Eintrittskarten. Der Bayerische Rundfunk vertreibt über seinen Shop zudem Musikdarbietungen der Sendungen als Best-Of-CDs.

## Gasthof zur Post und Hotel Hirzinger

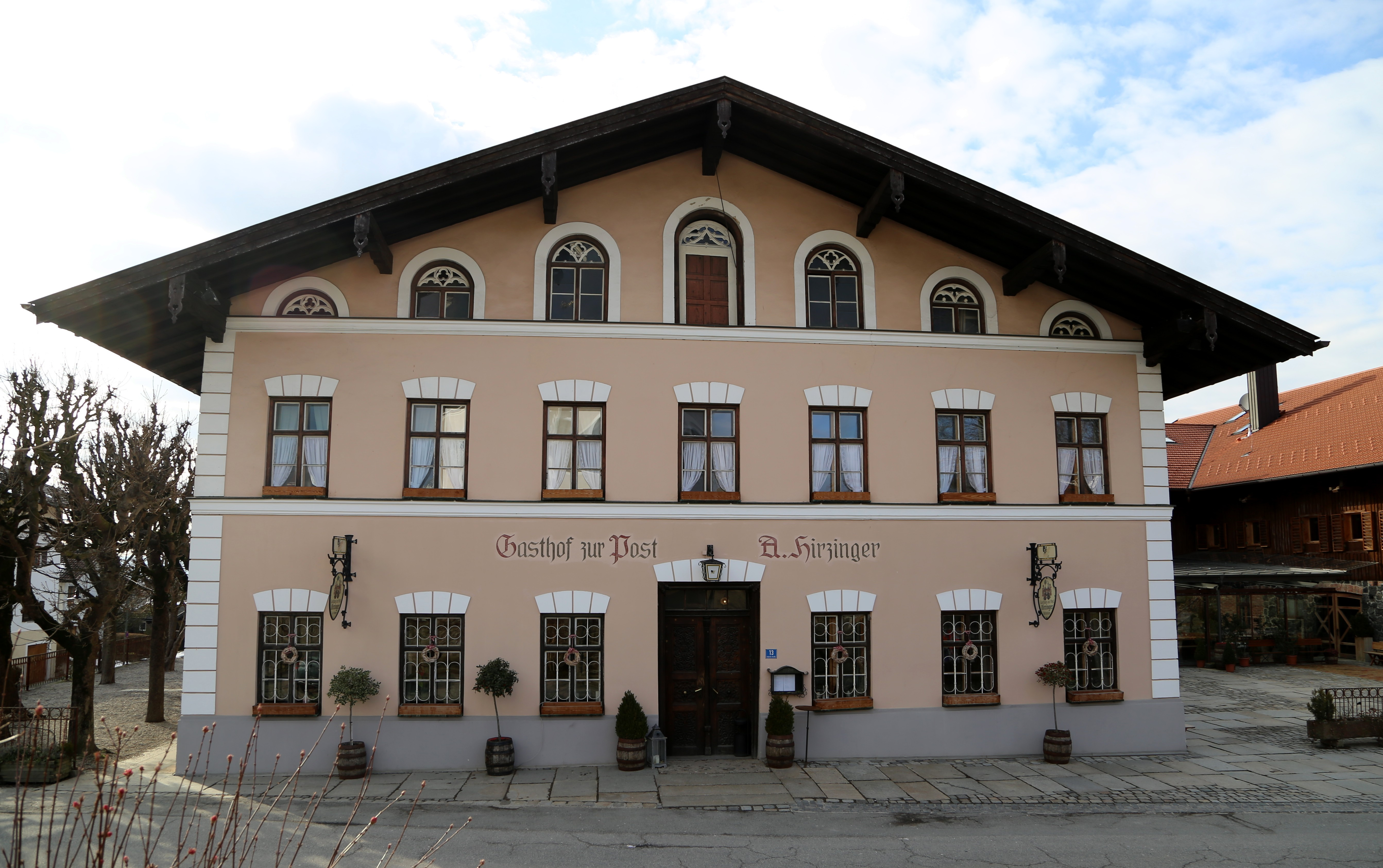
Gasthof Hirzinger in Söllhuben. Der Drehort der Sendung befindet sich in einer Halle rechts neben dem Haupthaus.

Der Gasthof zur Post und Hotel Hirzinger in Söllhuben bei Riedering im Chiemgau wurde 1477 erstmals als „Wirth von Selhueben“ in den alten Musterregistern der Herrschaft Hohenaschau erwähnt. Seitdem befindet er sich im Familienbesitz. Das gegenwärtig als Gasthof genutzte Gebäude in der Endorfer Straße 13 wurde um 1870 bis 1880 errichtet, bis 1928 diente es als Poststelle. Der Betrieb besteht aus einer über 100 Jahre alten Wirtsstube, einer Weinstube, einem Biergarten, einem Hotel sowie einer Metzgerei.